# Şiir
Şiir ist ein türkischer weiblicher Vorname arabischer Herkunft mit der Bedeutung „die Poesie“; „das Gedicht“.

## Namensträgerinnen
- Şiir Eloğlu (* 1965), deutsche Schauspielerin türkischer Herkunft